# Pseudomonardia hutchesoni
Pseudomonardia hutchesoni är en tvåvingeart som beskrevs av Jaschhof 2003. Pseudomonardia hutchesoni ingår i släktet Pseudomonardia och familjen gallmyggor. Inga underarter finns listade i Catalogue of Life.